# Tizenkét húros gitár
A tizenkét húros gitár dupla húrokkal felszerelt hathúros gitár. Legtöbbször fémhúros, akusztikus gitár, de elektroakusztikus, elektromos változatban is készül. A dupla húrok húrkórusokat alkotnak, egymáshoz közel vannak kifeszítve; játék közben a bal és a jobb kéz is mindig egy húrként kezeli, együtt szorítja le, pengeti meg őket. Ahogy a mandolin vagy a nyugati lant esetében, a megduplázott húrok alkalmazásának célja e hangszernél is a gazdagabb, csengőbb hangzás elérése. Rendszerint a négy mélyebb húrkórus húrjait oktáv hangközre, a többi kettőét azonos hangmagasságúra hangolják. 

## Leírása
Felépítését, formáját tekintve a tizenkét húros gitár a fémhúros akusztikus (vagy elektroakusztikus, elektromos) gitárfélékre hasonlít, de bizonyos konstrukciós különbségek vannak a 12 húr miatt szükséges eltérő geometria illetve a húrozat nagyobb statikai terhelése miatt.
- A hangolófej nagyobb, hogy elférjen rajta a 12 hangolókulcs, akkor is, ha a tizenkét húros gitár húrgépein a kulcsok szorosabban vannak egymás mellett, mint a hathúroséin.
- A fogólap kicsit szélesebb, a felső nyeregnél a fémhúros gitárokra jellemző 44 mm helyett 48 mm körüli.[1]
- A hangszernyaknak 12 húr 1500 N körüli húzóerejét[2] kell deformáció nélkül elviselnie, így komolyabb megerősítésre, merevítő pálcára van szükség.
- A hangszertest ugyanezért szintén robusztusabb felépítésű.
- A húrláb 12 húr befűzésére van kialakítva, jellemző a két sorban elrendezett húrrögzítő dugók, „babák” alkalmazása.

## Története
A tizenkét húros gitár az USA-ban jelent meg a 19. század legvégén. Feltalálója, ha egyáltalán volt ilyen, ismeretlen. A hangszer eredetéről két elmélet létezik. Az egyik szerint az USA-ban dolgozó olasz gyökerű hangszerészek újítása lehetett, hiszen az itáliai zenében komoly hagyománya van a dupla acélhúros hangszereknek, mint a chitarra battente vagy a nápolyi mandolin. Más nézet szerint a hangszer Mexikóból kerülhetett az USA-ba. Ezt alátámasztja, hogy Latin-Amerikában számos olyan gitárszerű hangszer létezik, melynek húrjai duplázottak, triplázottak, pl. a charango vagy a tiple.